# Anton August von Hagen
Anton August von Hagen, seit 1741 Graf von Hagen (* 7. April 1702; † 3. August 1758 in Berlin), war ein königlich-polnischer und kurfürstlich-sächsischer Kammerherr, der für seine Verdienste in den Reichsgrafenstand erhoben worden ist.

## Leben
Er stammte aus dem thüringischen Adelsgeschlecht von Hagen und war der einzige Sohn von Busso von Hagen auf Döbernitz und Biendorf und Urenkel von Siegfried von Hagen. Sein Großvater war Oberaufseher der Grafschaft Mansfeld. Nach seiner Militärkarriere im Dienst des Herzogs von Braunschweig trat er in den Dienst des König-Kurfürsten Friedrich August II. und wurde dafür während des Reichsvikariats 1741 mit der Erhebung in den Reichsgrafenstand belohnt. Er besaß die beiden Rittergüter Biendorf und Döbernitz, die nach seinem Tod an die Familie seiner Ehefrau Eleonore Frederike Sophia (1697–1757), eine Tochter des preußischen Generalfeldmarschalls Alexander Hermann von Wartensleben, fielen.